# Adeline Morrison Swain
Adeline Morrison Swain (Bath, 25 de mayo de 1820- 3 de febrero de 1899) fue una escritora, política y sufragista estadounidense. Su nombre fue incorporado al Salón de la Fama de las mujeres de Iowa en el año 2000.

## Biografía
Adeline Morrison, nació el 25 de mayo de 1820 en Bath (Nuevo Hampshire). Después de completar su educación, comenzó a enseñar en Vermont a la edad de 16 años. En 1846 se casó con James Swain y la pareja se estableció en Fort Dodge (Iowa) en 1858. En Fort Dodge organizó clases de francés, inglés, música, botánica y arte, específicamente para mujeres jóvenes. Al año siguiente organizó la primera reunión de Fort Dodge sobre el sufragio femenino.

Casa Swain-Vincent.

A principios de 1870 la pareja construyó una gran casa victoriana en Fort Dodge. La casa era más grande de lo que sus ingresos permitían y alquilaron habitaciones a huéspedes y también pusieron la casa a disposición de los eventos. En 1879 vendieron la casa a Webb Vincent. En 1977 la Casa Swain-Vincent fue incluida en el Registro Nacional de Lugares Históricos como la Casa Vincent.
Swain fue nombrada corresponsal de la Comisión Entomológica del Departamento de Agricultura de los Estados Unidos, lo que la llevó, en 1877, a escribir un informe que documentaba la devastación de los cultivos provocada por el saltamontes de Colorado. Posteriormente se convirtió en miembro de la Asociación Estadounidense para el Avance de la Ciencia y se fue la primera mujer en presentar un documento en su convención nacional.
Swain era activa en la política, donde estaba afiliada al Partido de los Billetes Verdes. En 1883 Swain se presentó para ser elegida superintendente de Instrucción Pública de Iowa. Aunque perdió, fue la primera mujer que se presentó a un cargo público en Iowa.
Adeline Morrison Swain murió el 3 de febrero de 1899 en Illinois y fue enterrada en Fort Dodge.

## Legado
Swain fue incluida en la publicación de 1893 A Woman of the Century. Fue conmemorada en los Annals of Iowa, Vol. 4, No. 1 (1899), y fue incluida en el Salón de la Fama de las mujeres de Iowa en el año 2000.